# 제70회 베네치아 국제 영화제
제70회 베네치아 국제 영화제는 2013년 8월 28일에 열린 시상식이다. 2013년 8월 28일부터 9월 7일까지 이탈리아 베네치아에서 열렸다. 미국 영화감독 윌리엄 프리드킨이 평생 공로상을 수상했다. 이탈리아 영화감독 베르나르도 베르톨루치가 심사위원장을 맡았다. 그는 이전에 1983년 제40회 심사위원장을 역임했다. 알폰소 쿠아론 감독의 <그래비티 (영화)>가 영화제 개막작이었다. 이탈리아 여배우 에바 리코보노가 축제의 개막식과 폐막식을 주최했다.
황금사자상은 이탈리아 다큐멘터리 영화 성스러운 도로(Sacro GRA)에게 돌아갔다. 이 영화제에서 수상한 최초의 다큐멘터리 영화이다.

## 수상 및 후보

### 황금사자상
- 사크로 GRA - 잔프란코 로시 수상

### 은사자상-감독상
- 미스 바이얼런스 - 알렉산드로스 아브라나스 수상

### 심사위원대상
- 교유 - 차이밍량 수상

### 볼피컵 여우주연상
- 비아 카스텔라나 밴디에라 - 엘레나 코타 수상

### 볼피컵 남우주연상
- 미스 바이얼런스 - Themis Panou 수상

### 심사위원 특별상
- 경관의 아내 - 필립 그로닝 수상

### 공로상
에토레 스콜라 수상

### 명예 황금사자상
윌리엄 프리드킨 수상

### 각본상
- 필로메나 - 스티브 쿠건 외 1명 수상

### 마르첼로 마스트로얀니 상
- 조 - 타이 쉐리던 수상

### 미래의 사자상
- 화이트 쉐도우 - 노아즈 드쉐 수상

### 오리종티 상-작품상
- 이스턴 보이즈 - 로빈 캉필로 수상

### 오리종티 상-단편
- 커쉬 - 슈브하시슈 부티아니 수상

### 오리종티 상-심사위원특별상
- 루인 - 아미엘 코틴-윌슨 외 1명 수상

### 오리종티 상-특별 언급
- 피쉬 앤 캣 - 샤흐람 모크리 수상

### 오리종티 상-감독상
- 스틸 라이프 - 우베르토 파솔리니 수상

### 오리종티 상-유럽단편상
- 하우시즈 위드 스몰 윈도우즈 - 부렌트 오즈턱 수상

### 로레알 파리 영화 상
- Eugenia Costantini 수상

### PERSOL 상
- 안제이 바이다 수상

### 베니스 클래식 상 - 다큐멘터리
- 더블 플레이: 제임스 베닝 앤 리처드 링클레이터 - 게이브 클링거 수상

### 베니스 클래식 상 - RESTORED
- 프로퍼티 이즈 노 롱거 어 세프트 - 엘리오 페트리 수상

### 경쟁부문
- 에스-샤우 - 메르작 알루아슈
- L'INTREPIDO - 지아니 아멜리오
- 미스 바이얼런스 - 알렉산드로스 아브라나스
- 트랙 - 존 커랜
- 비아 카스텔라나 밴디에라 - 엠마 단테
- 톰 아 라 페름 - 자비에 돌란
- 차일드 오브 갓 - 제임스 프랭코
- 필로메나 - 스티븐 프리어스
- 라 잴러시 - 필립 가렐
- 더 제로 테오레마 - 테리 길리엄
- 아나 아라비아 - 아모스 기타이
- 언더 더 스킨 - 조나단 글레이저
- 조 - 데이빗 고든 그린
- 디 프라우 데 폴리지스텐 - 필립 그로닝
- 파크랜드 - 피터 랜즈먼
- 바람이 분다 - 미야자키 하야오
- 언논 논 - 에롤 모리스
- 나이트 무브 - 켈리 라이카트
- 사크로 GRA - 잔프란코 로시
- 교유 - 차이밍량

### 비경쟁부문
- 캡틴 하록 - 아라마키 신지
- 그래비티 - 알폰소 쿠아론
- 썸머 82: 웬 자파 케임 투 시칠리 - 살보 쿠치아
- 파인 리지 - 아나 에보른
- 암스트롱 라이 - 알렉스 기브니
- 리뎀프션 - 미겔 고미쉬
- 우크라이나 이즈 낫 어 브라슬 - 키티 그린
- 뫼비우스 - 김기덕
- 로크 - 스티븐 나이트
- 용서받지 못한 자 - 이상일
- 울프 크릭 2 - 그렉 맥린
- CON IL FIATO SOSPESO - 코스탄자 콰트리글리오
- 아마조니아 - 티에리 라고베르트
- 홈 프럼 홈 - 크라니클 오브 어 비전 - 에드가 레이츠
- 디즈니 미키 마우스 오 솔레 미니 - 아론 스프링어 외 2명
- 더 캐년스 - 폴 슈레이더
- 체 스트라노 치아마르시 페데리코 - 에토레 스콜라
- LA VOCE DI BERLINGUER - 마리오 세스티 외 1명
- 바웬사 맨 오브 호프 - 안제이 바이다
- 광기가 우리를 갈라놓을 때까지 - 왕빙
- 앳 버클리 - 프레더릭 와이즈먼
- 약속 - 빠트리스 르꽁트

### 오리종티 경쟁부문
- 켈로 체 레스타 - 발레리아 알리비
- 리틀 브라더 - 세릭 아프리모프
- 일 테르조 템포 - 엔리코 마리아 아르탈레
- Je m'appelle Hmmm... - 아네스 베
- 데스 포 어 유니콘 - 리카르도 베르나스코니 외 1명
- 커쉬 - 슈브하시슈 부티아니
- Toutes les belles choses - 세실 비클레르
- 어 칼라시니코브 소트 - 조르지오 보시시오
- 이스턴 보이즈 - 로빈 캉필로
- 팔로 알토 - 지아 코폴라
- 루인 - 아미엘 코틴-윌슨 외 1명
- 아니가크 - 조나스 쿠아론
- 블랑코 - 이그나시오 가티카
- 오디션 - 마이클 하우스만
- 피쉬 앤 캣 - 샤흐람 모크리
- 위 아 더 베스트 - 루카스 무디슨
- 울프스칠드런 - 릭 오스터만
- 하우시즈 위드 스몰 윈도우즈 - 부렌트 오즈턱
- LA VIDA DESPUES - 다비드 파블로스
- 알거나스 치카스 - 산티아고 팔라베시노
- 메데아스 - 안드레아 팔라오로
- 스틸 라이프 - 우베르토 파솔리니
- 라 갈리나 - 마넬 라가
- 피콜라 파트리아 - 알레산드로 로제토
- 라 프리마 네베 - 안드리아 세그레
- 미네쉬 - 샬린 서카
- 지옥이 뭐가 나뻐 - 소노 시온
- 사수 - 왕소위
- 새크러먼트 - 티 웨스트
- 콜드 스냅 - 레오 우드헤드
- 발코니 - 렌디타 제치라지

### 베니스 클래식
- 르 15/8 - 샹탈 애커만
- 호텔 몬터레이 - 샹탈 애커만
- 어린 도망자 - 레이 애슐리 외 2명
- 더 네오리얼리즘: 위 워 낫 저스트 바이시클스 시브스 - 카를로 리차니
- 브래드 앤드 초콜릿 - 프랑코 브루사티
- 첨밀밀 - 진가신
- 어 블릿 포 더 제너럴 - 다미아노 다미아니
- 황야의 결투 - 존 포드
- 소서러 - 윌리엄 프리드킨
- 어 풀러 라이프 - 사만다 풀러
- 마이 프렌드 이반 라프신 - 알렉세이 게르만
- 베르톨루치 온 베르톨루치 - 루카 구아다그니노 외 1명
- 돌리벨을 아시나요 - 에미르 쿠스투리차
- 트레스퍼싱 버그만 - 얀 망누손
- 화이트 록 - 토니 메이럼
- Lino Micciche, mio padre. Una visione del mondo - 프란체스코 미찌체
- 쉐이프 오브 나이트 - 나카무라 노보루
- 전장의 크리스마스 - 오시마 나기사
- 달맞이꽃 - 오즈 야스지로
- 보물 - 레스트 제임스 페리에스
- 프로퍼티 이즈 노 롱거 어 세프트 - 엘리오 페트리
- 위험한 게임 - 어빙 피셸 외 1명
- 홀리 맨(영어판) - 사티야지트 레이
- 카워드 - 사티야지트 레이
- 야수 인간 - 장 르누아르
- 프로비던스 - 알랭 레네
- 도시 위에 군림하는 손 - 프란체스코 로시
- 전화의 저편 - 로베르토 로셀리니
- 토스카의 입맞춤 - 다니엘 슈미트
- Il bacio di Tosca, une restauration numerique - 리차드 스조트요리
- 올사의 아름다운 별 - 루치노 비스콘티

### 브루스 웨버
- 나이스 걸즈 돈 스테이 포 브렉퍼스트 - 브루스 웨버
- 정오의 낯선 물체 - 아피찻퐁 위라세타쿤
- 어드벤쳐 오브 하지 바바 - 돈 웨이스
- 햇빛 쏟아지던 날들 - 강문
- ISTINTOBRASS - 마시밀라노 자닌
- 그레이트 위민: 안나 마냐니 - 마르코 스파크놀리
- Profezia. L'Africa di Pasolini - 엔리코 멘두니
- 더블 플레이: 제임스 베닝 앤 리처드 링클레이터 - 게이브 클링거

### 국제 비평가 주간
- 클래스 에너미 - 록 비첵
- 화이트 쉐도우 - 노아즈 드쉐
- 더 리유니언 - 안나 오델
- 조란, 마이 네퓨 더 이디엇 - 마테오 올레오토
- L'arte della Felicita - 알레산드로 락
- 더 키스페 걸스 - 세바스티안 세풀베다
- 일리터러트 - 모이세스 세풀베다
- 샐베이션 아미 - 압델라 타이아
- 트랩 스트리트 - 비비안 큐

### 베니스 데이즈
- LE DONNE DELLA VUCCIRIA - 히암 압바스
- 베들레헴 - 유발 애들러
- JULIA - J. JACKIE BAIER
- 쓰리 메니 웨딩스 - 자비에르 루이즈 칼데라
- 메이 인 더 썸머 - 쉐리엔 다비스
- 라 벨 비 - 장 드니조
- THE DOOR - 에바 두버네이
- 라 미아 클라스 - 다니엘레 가그리아노네
- 트레이터스 - 숀 걸릿
- 노바디스 홈 - 데니즈 악카이
- 킬 유어 달링스 - 존 크로키다스
- 저란터필리어 - 브루스 라 브루스
- 단절 - 밀코 라자로프
- 리거 모티스 - 주노 막
- 시다스 - 리치 메타
- 베네치아 살바 - 세레나 노노
- 레니 쿠크 - 베니 사프디 외 1명
- 라 리컨스트럭션 - 후안 타라투토
- 지배자 - 파울로 주카

### 특별 상영
- DIETRO LE QUINTE DI OTTO E ½ - GIDEON BACHMANN
- 다이 노스트리 인비아티 - 쥬세페 자노티 외 2명